# Мамедкулиев, Махмуд Ахмед оглы
Мамедгулиев Махмуд Ахмед оглу (азерб. Mahmud Əhməd oğlu Məmməd-Quliyev; род. 15 февраля 1949, Кировабад) — азербайджанский государственный деятель. Заместитель министра иностранных дел Азербайджана.

## Биография
Мамедгулиев Махмуд родился 15 февраля 1949 года в Кировабаде. В 1972 году окончил юридический факультет Азербайджанского государственного университета. 
В 1972—1974 годах работал преподавателем в Азербайджанском государственном университете. 
С 1974 по 1992 служил в Комитете государственной безопасности при Совете Министров Азербайджанской ССР. 
В 1992—1993 годах являлся заместителем председателя правления коммерческого банка.
Депутат Милли Меджлиса Азербайджана I созыва (1995—2000). Член комиссии парламента по международным отношениям и межпарламентским связям.
25 ноября 1993 года присвоен ранг чрезвычайного и полномочного посла.
Чрезвычайный и полномочный посол Азербайджана в Великобритании и Северной Ирландии, Ирландии, Швеции, Норвегии и Дании (25 ноября 1993 — 25 мая 2001).
С 14 сентября 1993 года является заместителем министра иностранных дел Азербайджана.

## Награды
- Орден «За службу Отечеству» 2-й степени (14 февраля 2019) — за многолетнюю плодотворную деятельность в проведении внешней политики Азербайджанской Республики[6][7].
- Орден «За службу Отечеству» 2-й степени (9 июля 2019 года) — за плодотворную деятельность в органах дипломатической службы Азербайджанской Республики[8].